# 14e régiment d'infanterie territoriale
Pour les articles homonymes, voir 14e régiment.
Le 14e régiment d'infanterie territoriale est un régiment d'infanterie territoriale de l'armée de terre française qui a participé à la Première Guerre mondiale. Il est formé en août 1914 à Abbeville (Somme) et participe à la « course à la mer » de septembre jusqu'à la fin de l'année. Le régiment passe le reste de la guerre dans les tranchées du nord du front de l'Ouest, avant d'être dissous en janvier 1919.

## Création et différentes dénominations
Le régiment reçoit son numéro par décret du 19 mars 1875, en prévision de la mobilisation
. Il est formé à Abbeville dans la Somme, d’août au début septembre 1914.

## Historique des garnisons, combats et batailles

### Première Guerre mondiale

#### Affectation

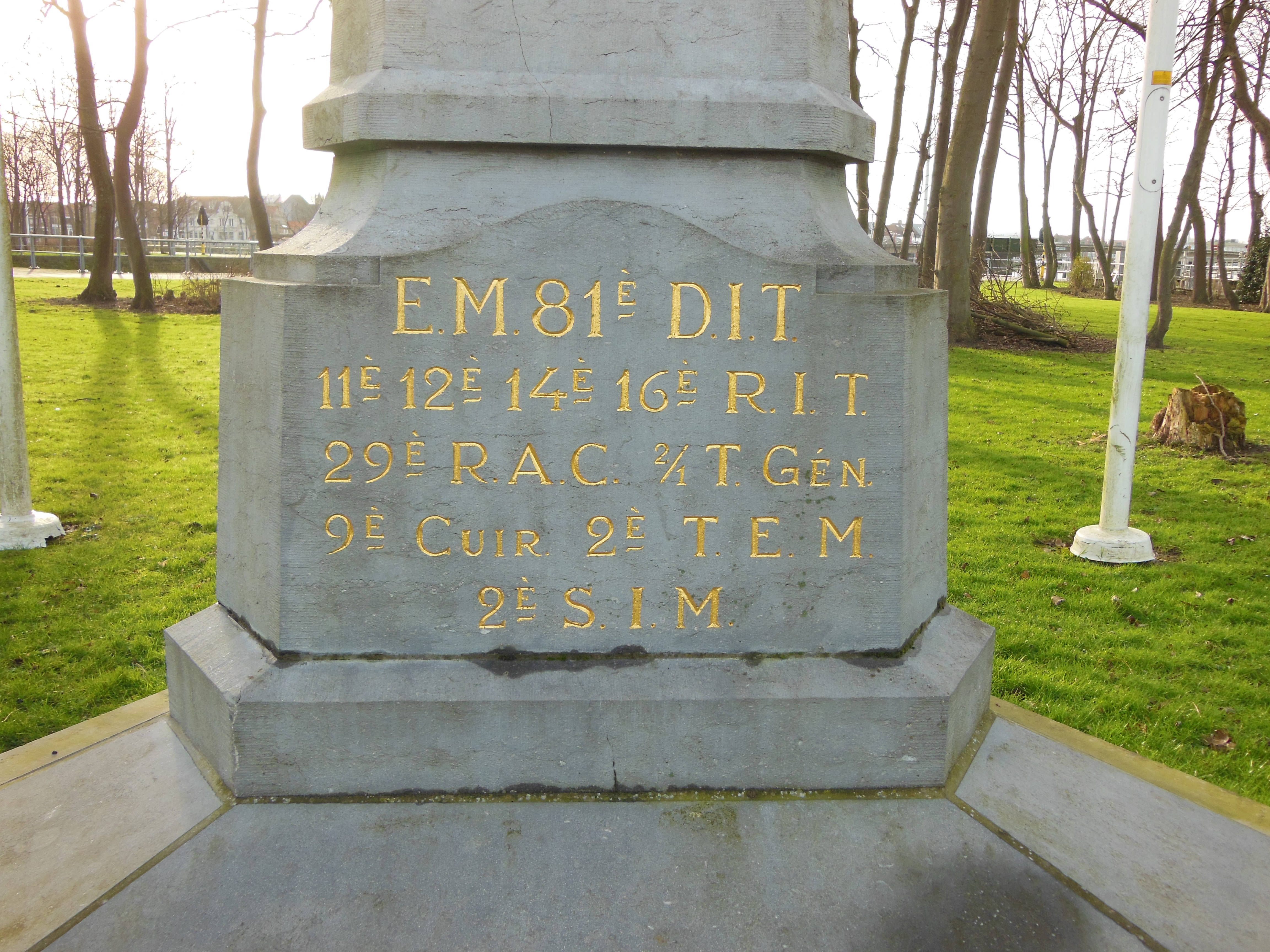
Mention du 14e RIT sur le monument à la à Nieuport en Belgique, mémorial des combats de la division pendant la bataille de l'Yser.

- 81e division d'infanterie territoriale d'août 1914 à avril 1917

Le régiment mobilise ses troupes à Abbeville, puis rejoint la région d'Arras (Hazebrouck). Il participe aux combats de Monchy-au-Bois, puis de Nieuport, en Belgique, en 1914.
Formé à partir de personnel de réserve âgés de 34  à   39 ans, jugés trop âgés pour participer aux combats de 1re ligne, un régiment d'infanterie territorial recevait des missions de garde de places fortes, de ponts et de lieux sensibles, comme les bastions autour de Paris. Ils étaient familièrement surnommés les « Pépères ». Le 14e RIT sera rapidement confronté au feu du fait de l'avancée des troupes allemandes à travers la Belgique.
- 133e Division d'Infanterie d'août à novembre 1918

#### 1914

##### Les combats en Artois
Au début du mois d'août 1914, le régiment prend position entre Bourbourg et Saint-Omer, dans le nord. Du fait de l'avancée rapide de l'armée allemande qui exécute le plan Schlieffen, le 14e R.I.T. reçoit l'ordre d'effectuer plusieurs marches et contre-marches destinées à préserver la ligne de retraite Amiens-Le Tréport. Entre le 20 août et le 27 septembre, les hommes marchent d'Amiens à Rouen, puis de Rouen à Arras en passant par Gournay-en-Bray.
Le 28 septembre, le 14e rejoint le groupe de divisions du général Brugère qui forme l'aile gauche de l'armée française et est envoyé devant Ablainzevelle, au bois de Logeast. Les combats atteignent vite le secteur car les armées alliées et allemande essaient de se déborder mutuellement : c'est la course à la mer. L'artillerie du régiment manque de munitions et ne peut pas assurer une couverture efficace des soldats qui s'exposent au feu. La ligne est obligée de reculer à partir du 3 octobre et se fixe à Bienvillers-au-Bois et à Hannescamps.
Le 10 octobre, le 2e bataillon du 14e reçoit l'ordre de reprendre Monchy-au-Bois, perdu la veille par une autre division. L'attaque échoue et laisse le régiment décimé. Il est rappelé à l'arrière pour être reconstitué. Malgré de lourdes pertes et un recul de quelques kilomètres, le 14e a pourtant bien rempli sa mission : le front a tenu.

##### Les combats en Belgique
Le 14e R.I.T. arrive à Adinkerque, en Flandre-Occidentale, le 3 novembre 1914. Le 8, il prend position à Nieuport-Bains, sur la rive gauche de l'Yser. La traversée du fleuve a lieu le 10, sur deux pontons, puis le régiment se dirige vers le nord et s'installe à l'ouest de Lombardsijde. Une attaque est repoussée le soir même cependant, le lendemain, les Allemands bombardent Lombardsijde et en chasse vers 15 h les troupes d'un autre régiment qui s'y trouvaient. Menacé sur sa droite, le 14e se replie et parvient à arrêter l'ennemi entre la grande Dune et Mamelon-Vert. La situation reste grave, car la liaison avec Nieuport-Ville a été coupée pendant les combats et une tempête coupe ensuite celle avec Nieuport-Bains. 
Le régiment, isolé, réussit à retourner à Nieuport-Bains à la faveur de la nuit. Du 29 novembre 1914 au 7 janvier 1915, il est chargé de défendre la ville ; une mission importante, car contrôler Nieuport c'est contrôler les écluses, et difficile, car l'embouchure de l'Yser est boueuse et il n'est pas possible d'y creuser des tranchées. Pendant plus d'un mois, le 14e subit de lourds bombardements allemands, quelques-uns au canon de 420.

#### 1915
Jusqu'en août 1915, le 14e tient le secteur de Nieuport-Ville avec le 4e régiment de zouaves du colonel Eychène et la brigade des fusiliers marins de l'amiral Ronarc'h. Pendant une relève en mai, il se trouve à Bergues où il subit un violent bombardement.
En septembre, le régiment est envoyé sur la fosse Calonne, entre Loos et Souchez. Il tient le secteur jusqu'à la fin de l'année en alternance avec le 16e régiment d'infanterie territoriale, là encore sous d'importants bombardements. Le 14e résiste vaillamment.  

#### 1916
Le 4 janvier 1916, le 14e R.I.T. est cité à l'ordre du 21e corps d'armée par le général Maistre avec le reste de la 81e division d'infanterie territoriale (81e D.I.T.) du général Bajolle, pour sa défense du secteur de Calonne et pour « son effort remarquable de travail et d'endurance, donnant un bel exemple de ténacité et de mépris du danger ».
Le régiment quitte la fosse Calonne le 10 février 1916 pour quelques jours de repos. Il est ensuite envoyé dans la Somme pour préparer les offensives prévues au printemps.
Le 1er juillet, premier jour de la bataille de la Somme, le 14e arrive à Bailly, dans l'Oise, pour prendre position dans le secteur de la Haie noire auquel est ajouté ensuite celui de Tracy-le-Val dont le régiment a été appelé ailleurs. Ce dernier secteur est le plus tumultueux : certaines journées, jusqu'à 300 torpilles et obus de 24 tombent sur les tranchées françaises. Le 14e quitte la zone le 18 novembre pour aller faire des travaux à l'arrière, dans la Somme.

#### 1917
Le 5 mars 1917, le régiment est de retour à Tracy-le-Val et prend en charge également le secteur de l'Étoile-Madame, un peu plus à l'est. Là, il subit encore une importante campagne de bombardements de la part des Allemands qui utilisent même des obus au gaz. Les pertes sont quotidiennes jusqu'au repli de l'ennemi qui a lieu le 15 mars. Le 14e sort de ses tranchées et entame la poursuite qui le mène avec le reste de la 81e D.I.T. sur les rives de l'Ailette. Le 23 mars, toute la division est relevée et envoyée et l'arrière pour se reposer et effectuer quelques travaux. La 81e D.I.T. est finalement dissoute le 8 avril et devient la 81e division d'infanterie (81e D.I.).
Le régiment reste à l'arrière jusqu'à la fin de l'année. 

#### 1918
À la fin du mois de janvier 1918, dans la foulée de la dissolution de la 81e D.I. qui devient la 1re division de cavalerie à pied, le régiment est dissous et réorganisé en un unique bataillon de réserve nommé 1er bataillon, en restant sous le commandement de son chef historique, le commandant Chassinat. Le 31 janvier, ce bataillon quitte Noyon en train pour aller en Belgique y être affecté à la 29e division d'infanterie (29e D.I.), au sein du 36e corps d'armée. Les hommes de l'ex-14e font des travaux entre Dunkerque et Nieuport, sous les bombardements ennemis. Le 30 mars, la 29e D.I., avec le bataillon, quitte la région pour la Somme.
Le 3 avril, le bataillon est placé à Dommartin, en réserve de la division qui prend le secteur d'Hangard. Dès le lendemain, les Allemands prennent Moreuil et avancent jusqu'au bois Sénécat. L'ex-14e est appelé au front entre Dommartin et Hailles où il reçoit la garde du bois de la côté 105 sous des bombardements intenses auxquelles il résiste avec courage. Le 7, il part pour Thézy-Glimont avec l'ordre de ne laisser passer l'ennemi sous aucun prétexte. Le trajet est perturbé par un tir de barrage de l'artillerie ennemie mais le bataillon parvient à passer et à rejoindre son affectation. Après dix jours de combat dans la région, il est finalement relevé le 15 et renvoyé à l'arrière, à Marseille-en-Beauvaisis.
Le 30 avril, la 29e D.I. prend la direction de Bezonvaux, près de Verdun. Au moment d'arriver, le bataillon est changé d'affectation et doit faire demi-tour pour rejoindre directement le 36e C.A. dans les Flandres. Il arrive dans la région de Cassel le 8 mai et prend position aux alentours du mont des Cats où il passe plusieurs semaines éprouvantes sous les tirs d'artillerie allemands. Le 31, le 36e C.A. se dirige vers l'est, vers Nancy, où il reste jusqu'au 2 août, date à laquelle le bataillon retourne se reposer à Marseille-en-Beauvaisis, puis à Montdidier.
Pendant cette période à l'arrière, le bataillon est à nouveau réorganisé et divisé en un bataillon de mitrailleuses et un bataillon de pionniers. Le 24 août, les hommes arrivent à Cottenchy et participent avec le 36e C.A. à l'avancée vers Saint-Quentin, puis à la marche vers le nord-est qui s'ensuit après la prise de la ville. Le 24 septembre, le bataillon est officiellement rattaché à la 133e division d'infanterie (133e D.I.) et ses effectifs partagés entre cette dernière et le 36e C.A.. Les hommes passent leur temps à rétablir les passages détruits par l'ennemi, notamment ceux sur la Somme, et traversent le sud de la Wallonie jusqu'à leur arrivée à Givet le 20 novembre, neuf jours après l'Armistice.
Le bataillon retourne à l'arrière le 5 décembre avec le 36e C.A. et la 133e D.I. puis est envoyé à Étreux, dans l'Aisne, où il est enfin démobilisé le 30 janvier 1919.

## Drapeau
Il porte, cousues en lettres d'or dans ses plis, les inscriptions suivantes :
- Nieuport 1914

## Soldats cités à l'ordre du régiment

### Ordre du régimentno81
L'ordre du régiment no 81 est signé à Bergues le 23 mai 1915. Le lieutenant-colonel Chaales des Étangs y distingue plusieurs soldats :
- Le sous-lieutenant Eugène Locard : « alors qu'il était sergent a participé à la traversée de l'Yser le 10 novembre 1914. Le 11, vers 15 h. 1/2 avec une dizaine d'hommes et le caporal Galmont, a été envoyé en première ligne ; n'a pas hésité à charger à la baïonnette avec son petit groupe d'hommes et a ainsi empêché une mitrailleuse ennemie de s'installer sur le chemin. Poursuivant la charge, il fit un prisonnier avec qui il dut errer toute la nuit dans le but de s'esquiver de la ligne ennemie qui l'entourait. Il put rentrer avec son prisonnier le lendemain matin et le conduisit au Général commandant la 161e brigade à Nieuport-Ville[H 1]. »
- Le sous-lieutenant Henri Contamin : « est resté comme chef de poste au phare situé à l'embouchure de l'Yser du 9 au 30 novembre 1914, malgré plusieurs bombardements et l'offre qui lui avait été faite de le remplacer, a su conserver pendant tout ce temps un ascendant remarquable sur sa troupe par son énergie et son endurance[H 2]. »
- Le sergent Louis-Amédée Lenaeres : « Au passage de l'Yser à Nieuport-Bains, les 9 et novembre 1914, a, par son énergie et malgré le nombre croissant de blessés revenant de la ligne de feu, su assurer leur passage sur les bateaux du génie, a fait sonner la charge pour rassembler les hommes et les ramener en ligne[H 2]. »
- Le soldat Louis-André Legrand : « a mis hors de combat plusieurs ennemis qui venaient de blesser mortellement son capitaine, le 10 octobre, au combat de Monchy-au-Bois, puis a traversé le village en abattant encore d'autres ennemis[H 3]. »
- Le soldat Charles-Louis Halter, matricule no 4229 : « dans la nuit du 29 au 30 août 1914 s'est offert spontanément à aller reconnaître sur la route une voiture qu'on supposait être une auto-mitrailleuse. Le 9 octobre, à Hannescamps, placé en sentinelle en terrain découvert sur la route de Hannescamps à Foncquevillers, est resté à son poste malgré un violent bombardement et a pris de sa propre autorité le commandement du groupe où il se trouvait[H 4]. »